# Arondismentul Angoulême
Arondismentul Angoulême (în franceză Arrondissement d'Angoulême) este un arondisment din departamentul Charente, regiunea Poitou-Charentes, Franța.

## Subdiviziuni

### Cantoane
- Cantonul Angoulême-Est
- Cantonul Angoulême-Nord
- Cantonul Angoulême-Ouest
- Cantonul Aubeterre-sur-Dronne
- Cantonul Blanzac-Porcheresse
- Cantonul Chalais
- Cantonul La Couronne
- Cantonul Gond-Pontouvre
- Cantonul Hiersac
- Cantonul Montbron
- Cantonul Montmoreau-Saint-Cybard
- Cantonul La Rochefoucauld
- Cantonul Ruelle-sur-Touvre
- Cantonul Saint-Amant-de-Boixe
- Cantonul Soyaux
- Cantonul Villebois-Lavalette

### Comune
| 1. Les Adjots (16002)                  | 2. Agris (16003)                     | 3. Aignes-et-Puypéroux (16004)                       | 4. Aigre (16005)                         |
| 5. Ambérac (16008)                     | 6. Anais (16011)                     | 7. Angoulême (16015)                                 | 8. Anville (16017)                       |
| 9. Asnières-sur-Nouère (16019)         | 10. Aubeterre-sur-Dronne (16020)     | 11. Aubeville (16021)                                | 12. Auge-Saint-Médard (16339)            |
| 13. Aunac (16023)                      | 14. Aussac-Vadalle (16024)           | 15. Balzac (16026)                                   | 16. Barbezières (16027)                  |
| 17. Bardenac (16029)                   | 18. Barro (16031)                    | 19. Bayers (16033)                                   | 20. Bazac (16034)                        |
| 21. Bellon (16037)                     | 22. Bernac (16039)                   | 23. Bessac (16041)                                   | 24. Bessé (16042)                        |
| 25. Bignac (16043)                     | 26. Bioussac (16044)                 | 27. Blanzac-Porcheresse (16046)                      | 28. Blanzaguet-Saint-Cybard (16047)      |
| 29. Bonnes (16049)                     | 30. Bonneville (16051)               | 31. Bors (Cantón de Montmoreau-Saint-Cybard) (16052) | 32. Bouëx (16055)                        |
| 33. Brettes (16059)                    | 34. Brie (16061)                     | 35. Brie-sous-Chalais (16063)                        | 36. Bunzac (16067)                       |
| 37. Bécheresse (16036)                 | 38. Cellefrouin (16068)              | 39. Cellettes (16069)                                | 40. Chadurie (16072)                     |
| 41. Chalais (16073)                    | 42. Champagne-Vigny (16075)          | 43. Champmillon (16077)                              | 44. Champniers (16078)                   |
| 45. La Chapelle (16081)                | 46. Charmant (16082)                 | 47. Charmé (16083)                                   | 48. Charras (16084)                      |
| 49. Chavenat (16092)                   | 50. Chazelles (16093)                | 51. Chenommet (16094)                                | 52. Chenon (16095)                       |
| 53. La Chèvrerie (16098)               | 54. Claix (16101)                    | 55. Combiers (16103)                                 | 56. Condac (16104)                       |
| 57. Coulgens (16107)                   | 58. Coulonges (16108)                | 59. Courbillac (16109)                               | 60. Courcôme (16110)                     |
| 61. Courgeac (16111)                   | 62. Courlac (16112)                  | 63. La Couronne (16113)                              | 64. Couture (16114)                      |
| 65. Cressac-Saint-Genis (16115)        | 66. Curac (16117)                    | 67. Deviat (16118)                                   | 68. Dignac (16119)                       |
| 69. Dirac (16120)                      | 70. Douzat (16121)                   | 71. Empuré (16127)                                   | 72. Les Essards (16130)                  |
| 73. Eymouthiers (16135)                | 74. La Faye (16136)                  | 75. Feuillade (16137)                                | 76. Fléac (16138)                        |
| 77. Fontclaireau (16140)               | 78. Fontenille (16141)               | 79. La Forêt-de-Tessé (16142)                        | 80. Fouquebrune (16143)                  |
| 81. Fouqueure (16144)                  | 82. Garat (16146)                    | 83. Gardes-le-Pontaroux (16147)                      | 84. Genac (16148)                        |
| 85. Gond-Pontouvre (16154)             | 86. Les Gours (16155)                | 87. Gourville (16156)                                | 88. Grassac (16158)                      |
| 89. Gurat (16162)                      | 90. Hiersac (16163)                  | 91. L'Isle-d'Espagnac (16166)                        | 92. Jauldes (16168)                      |
| 93. Juignac (16170)                    | 94. Juillaguet (16172)               | 95. Juillé (16173)                                   | 96. Jurignac (16175)                     |
| 97. Laprade (16180)                    | 98. Lichères (16184)                 | 99. Ligné (16185)                                    | 100. Linars (16187)                      |
| 101. Londigny (16189)                  | 102. Longré (16190)                  | 103. Lonnes (16191)                                  | 104. Lupsault (16194)                    |
| 105. Luxé (16196)                      | 106. La Magdeleine (16197)           | 107. Magnac-Lavalette-Villars (16198)                | 108. Magnac-sur-Touvre (16199)           |
| 109. Maine-de-Boixe (16200)            | 110. Mainfonds (16201)               | 111. Mainzac (16203)                                 | 112. Mansle (16206)                      |
| 113. Marcillac-Lanville (16207)        | 114. Mareuil (16208)                 | 115. Marillac-le-Franc (16209)                       | 116. Marsac (16210)                      |
| 117. Marthon (16211)                   | 118. Mons (16221)                    | 119. Montboyer (16222)                               | 120. Montbron (16223)                    |
| 121. Montignac-Charente (16226)        | 122. Montignac-le-Coq (16227)        | 123. Montigné (16228)                                | 124. Montjean (16229)                    |
| 125. Montmoreau-Saint-Cybard (16230)   | 126. Mornac (16232)                  | 127. Moulidars (16234)                               | 128. Mouthiers-sur-Boëme (16236)         |
| 129. Mouton (16237)                    | 130. Moutonneau (16238)              | 131. Médillac (16215)                                | 132. Nabinaud (16240)                    |
| 133. Nanclars (16241)                  | 134. Nanteuil-en-Vallée (16242)      | 135. Nersac (16244)                                  | 136. Nonac (16246)                       |
| 137. Oradour (16248)                   | 138. Orgedeuil (16250)               | 139. Orival (16252)                                  | 140. Paizay-Naudouin-Embourie (16253)    |
| 141. Palluaud (16254)                  | 142. Pillac (16260)                  | 143. Plaizac (16262)                                 | 144. Plassac-Rouffiac (16263)            |
| 145. Poullignac (16267)                | 146. Poursac (16268)                 | 147. Pranzac (16269)                                 | 148. Puymoyen (16271)                    |
| 149. Puyréaux (16272)                  | 150. Péreuil (16257)                 | 151. Pérignac (16258)                                | 152. Raix (16273)                        |
| 153. Rancogne (16274)                  | 154. Ranville-Breuillaud (16275)     | 155. Rioux-Martin (16279)                            | 156. Rivières (16280)                    |
| 157. La Rochefoucauld (16281)          | 158. La Rochette (16282)             | 159. Ronsenac (16283)                                | 160. Rouffiac (16284)                    |
| 161. Rougnac (16285)                   | 162. Rouillac (16286)                | 163. Roullet-Saint-Estèphe (16287)                   | 164. Rouzède (16290)                     |
| 165. Ruelle-sur-Touvre (16291)         | 166. Ruffec (16292)                  | 167. Saint-Amant (16294)                             | 168. Saint-Amant-de-Boixe (16295)        |
| 169. Saint-Amant-de-Bonnieure (16296)  | 170. Saint-Amant-de-Nouère (16298)   | 171. Saint-Angeau (16300)                            | 172. Saint-Avit (16302)                  |
| 173. Saint-Ciers-sur-Bonnieure (16307) | 174. Saint-Cybardeaux (16312)        | 175. Saint-Eutrope (16314)                           | 176. Saint-Fraigne (16317)               |
| 177. Saint-Front (16318)               | 178. Saint-Genis-d'Hiersac (16320)   | 179. Saint-Georges (16321)                           | 180. Saint-Germain-de-Montbron (16323)   |
| 181. Saint-Gourson (16325)             | 182. Saint-Groux (16326)             | 183. Saint-Laurent-de-Belzagot (16328)               | 184. Saint-Léger (16332)                 |
| 185. Saint-Martial (16334)             | 186. Saint-Martin-du-Clocher (16335) | 187. Saint-Michel (16341)                            | 188. Saint-Projet-Saint-Constant (16344) |
| 189. Saint-Quentin-de-Chalais (16346)  | 190. Saint-Romain (16347)            | 191. Saint-Saturnin (16348)                          | 192. Saint-Sornin (16353)                |
| 193. Saint-Sulpice-de-Ruffec (16356)   | 194. Saint-Séverin (16350)           | 195. Saint-Yrieix-sur-Charente (16358)               | 196. Sainte-Colombe (16309)              |
| 197. Salles-Lavalette (16362)          | 198. Salles-de-Villefagnan (16361)   | 199. Sers (16368)                                    | 200. Sireuil (16370)                     |
| 201. Sonneville (16371)                | 202. Souffrignac (16372)             | 203. Souvigné (16373)                                | 204. Soyaux (16374)                      |
| 205. Taizé-Aizie (16378)               | 206. Taponnat-Fleurignac (16379)     | 207. Theil-Rabier (16381)                            | 208. Torsac (16382)                      |
| 209. Tourriers (16383)                 | 210. Touvre (16385)                  | 211. Trois-Palis (16388)                             | 212. Tusson (16390)                      |
| 213. Tuzie (16391)                     | 214. La Tâche (16377)                | 215. Valence (16392)                                 | 216. Vars (16393)                        |
| 217. Vaux-Lavalette (16394)            | 218. Vaux-Rouillac (16395)           | 219. Ventouse (16396)                                | 220. Verdille (16397)                    |
| 221. Verteuil-sur-Charente (16400)     | 222. Vervant (16401)                 | 223. Vieux-Ruffec (16404)                            | 224. Vilhonneur (16406)                  |
| 225. Villebois-Lavalette (16408)       | 226. Villefagnan (16409)             | 227. Villegats (16410)                               | 228. Villejoubert (16412)                |
| 229. Villejésus (16411)                | 230. Villiers-le-Roux (16413)        | 231. Villognon (16414)                               | 232. Vindelle (16415)                    |
| 233. Voeuil-et-Giget (16418)           | 234. Vouharte (16419)                | 235. Voulgézac (16420)                               | 236. Vouthon (16421)                     |
| 237. Vouzan (16422)                    | 238. Xambes (16423)                  | 239. Yviers (16424)                                  | 240. Yvrac-et-Malleyrand (16425)         |
| 241. Ébréon (16122)                    | 242. Échallat (16123)                | 243. Écuras (16124)                                  | 244. Édon (16125)                        |
| 245. Étriac (16133)                    |                                      |                                                      |                                          |